# Panfilo Lacson
Panfilo Morena Lacson Sr., detto Ping (Imus, 1º giugno 1948), è un politico, prefetto e poliziotto filippino.
Divenne noto per la sua ferrea direzione della Polizia nazionale filippina tra il 1999 ed il 2001, durante l'amministrazione di Joseph Estrada. Nel corso del suo mandato contribuì ad abbassare il tasso di criminalità nella Regione Capitale Nazionale, venendo allo stesso tempo coinvolto nel discusso caso Dacer-Corbito nel novembre 2000. A seguito della rivoluzione EDSA II fu rimosso dal suo incarico per ordine del nuovo governo di Gloria Macapagal-Arroyo.
Nel giugno 2001 iniziò la propria carriera politica venendo eletto Senatore, incarico che avrebbe ricoperto sino al giugno 2013. Si candidò inoltre alle elezioni presidenziali del 2004, dove fu sconfitto dal Presidente in carica Gloria Arroyo. Nel 2010 ricevette lo stato di latitante per essere fuggito dalle Filippine in seguito ad un ordine di arresto, per il suo coinvolgimento nel caso Dacer-Corbito. Dopo oltre 14 mesi, fece il suo ritorno in patria nel marzo 2011, senza però subire alcun processo. Nel 2016 fu rieletto nuovamente senatore.

## Biografia
Panfilo Lacson nacque nella città di Imus, Cavite, il 1º giugno 1948.
Frequentò la scuola elementare di Bayan Luna sino al 1960 ed in seguito l'Istituto di Imus sino al 1964. Si iscrisse quindi al Lyceum of the Philippines University, ottenendo una laurea in filosofia. Nel 1967 entrò nell'Accademia Militare Filippina, dove Gregorio Honasan fu uno dei suoi colleghi.
L'8 settembre 2021 annunciò formalmente la propria candidatura alle presidenziali del 2022, selezionando come suo vice il collega al Senato Vicente Sotto III e divenendo il primo a ufficializzare la sua corsa alla massima carica politica.